# Pseudoathyreus rhodesianus
Pseudoathyreus rhodesianus is een keversoort uit de familie cognackevers (Bolboceratidae). De wetenschappelijke naam van de soort werd in 1908 gepubliceerd door Louis Albert Péringuey.